# غيري غري
غيري غري (مواليد 20 يناير 1961) هو لاعب كرة قدم. يلعب مع منتخب كندا لكرة القدم. سبق له أن لعب في كأس العالم لكرة القدم مع منتخب بلاده.

## روابط خارجية
- غيري غري على موقع الاتحاد الدولي (مؤرشف)  (الإنجليزية)
- غيري غري على موقع قاعدة بيانات كرة القدم.إي يو (الإنجليزية)
- غيري غري على موقع ناشيونال فوتبول تيمز (الإنجليزية)
- غيري غري على موقع أوليمبيديا (الإنجليزية)